# Saint-Crépin-Ibouvillers

Saint-Crépin-Ibouvillers este o comună în departamentul Oise, Franța. În 1 ianuarie 2018 avea o populație de 1.390 de locuitori.